# Swarm de Greensboro
Le Swarm de Greensboro (Greensboro Swarm en anglais) est une équipe américaine franchisée de la NBA Gatorade League, ligue américaine mineure de basket-ball créée et dirigée par la NBA au début de la saison 2016-2017. L'équipe, qui est affiliée avec celle des Hornets de Charlotte, est domiciliée à Greensboro, en Caroline du Nord. Ils jouent leurs matchs à domicile dans le Greensboro Coliseum Complex. Le Swarm de Greensboro est la onzième équipe de D-League à être détenue par une équipe NBA.

## Historique

### Premières armes
En mai 2015, les Hornets de Charlotte annoncent qu'ils veulent créer une équipe G-League. 
Après avoir ciblé plusieurs villes ,,,, les Hornets finissent par choisir Greensboro.
Le 25 juillet 2016, l'entraîneur adjoint des Nuggets de Denver, Noel Gillespie est engagé en tant qu'entraîneur.Bien qu’ayant travaillé 14 ans en NBA, il est novice à ce poste. Le Swarm a du coup un peu de retard à l’allumage, et perd ses cinq premières rencontres. Pourtant l’équipe comporte certains vétérans comme Damien Wilkins, mais c’est insuffisant. Les meilleurs joueurs ne disputent pas la moitié de l’exercice, seul Xavier Munford avec 18,5 points en 30 matchs apporte régulièrement. L’équipe ne remporte que 38 % de ses confrontations, et ne se qualifie pas pour les playoffs.
La saison 2017-2018 est pire que la première, tout au moins sur le plan des résultats. Au point que le positif est à chercher ailleurs. Certains médias élisent le maillot de l’équipe parmi les plus beaux de la ligue, tandis que d’autres parlent du remplissage de la salle ou du rôle de formation des joueurs de la D-League. Seulement 16 victoires à se mettre sous la dent, c’est peu, et les 10 défaites sur les 13 derniers matchs font un peu tâche. De fait, le contrat de Noel Gillespie n’est pas prolongé à l’issue de l’exercice.

### Le passage de Joe Wolf
A sa place, le 10 septembre 2018 est nommé Joe Wolf. Il arrive avec plusieurs expériences sur le banc, que ce soit en université ou en ligue mineure, ayant même emmené les 14ers du Colorado en finale D-League. Au Swarm, il peut compter sur 5 joueurs déjà présents l’an derniers, et veut donner un style de jeu rapide, similaire à celui pratiqué par les Hornets de Charlotte. Ceci amène  l’équipe à battre son record du plus grand nombre de points sur un match, lors d’une victoire 140 à 117 contre le Herd du Wisconsin le 12 décembre. Malheureusement, 5 défaites lors des 7 dernières rencontres mettent un terme à leurs espoirs d’une première qualification en playoffs.
2019-2020 est une saisons très compliquée pour le Swarm, toujours avec Joe Wolf aux commandes. Dès le début la couleur est annoncée : 4 défaites sur les 5 premiers matchs. Pire encore, ils enchaînent une série de 13 revers entre le 13 décembre et le 17 janvier, et ils ne relèvent la tête que contre les Wolves de l’Iowa, 109 à 99. Le cauchemar prend fin le 12 mars (après une victoire qui a mis fin à 7 défaites de suite), lorsque la ligue suspend l’exercice. A ce moment là, la franchise occupe la dernière place de sa conférence, en ayant remporté moins de 21% de ses confrontations,…

### 2020-2021
Après quatre saisons ponctuées avec un bilan négatif, le Swarm veut essayer de progresser. Le 15 janvier, Jow Wolf est remplacé par Jay Hernandez, ancien assistant des Hornets de Charlotte.

### Logos

Logo du Swarm de Greensboro (2016-présent)

## Résultats sportifs

### Palmarès
| Palmarès du Swarm de Greensboro                  |
| - NBA Gatorade League - 4 participations - Néant |

### Saison par saison
| Swarm de Greensboro       |                           |                           |    |     |      |  |  |
| 2016–2017                 | Atlantic                  | 4e                        | 19 | 31  | .380 |  |  |
| 2017-2018                 | Southeast                 | 3e                        | 16 | 34  | .320 |  |  |
| 2018-2019                 | Southeast                 | 3e                        | 24 | 26  | .480 |  |  |
| 2019-2020                 | Southeast                 | 5e                        | 9  | 34  | .209 |  |  |
| Bilan en saison régulière | Bilan en saison régulière | Bilan en saison régulière | 68 | 125 | .352 |  |  |
| Bilan en Playoffs         | Bilan en Playoffs         | Bilan en Playoffs         | 0  | 0   | .000 |  |  |

## Personnalités et joueurs du club

### Entraîneurs successifs
Le tableau suivant présente la liste des entraîneurs du club depuis 2016.
| # | Entraîneur          | Période   | Saison régulière | Saison régulière | Saison régulière | Saison régulière | Playoffs | Playoffs | Playoffs | Playoffs | Récompenses |
| # | Entraîneur          | Période   | M                | V                | D                | %                | M        | V        | D        | %        | Récompenses |
| - | ------------------- | --------- | ---------------- | ---------------- | ---------------- | ---------------- | -------- | -------- | -------- | -------- | ----------- |
| 1 | Noel Gillespie (en) | 2016-2018 | 100              | 35               | 65               | .350             | -        | -        | -        | -        |             |
| 2 | Joe Wolf            | 2018-     | 93               | 33               | 60               | .355             | -        | -        | -        | -        |             |

### Joueurs célèbres ou marquants
- Anthony Barber
- Charles Cooke
- Malik Monk
- Marcus Paige
- Devin Williams
- T. J. Williams
- Cheick Diallo